# Joost Posthuma
Joost Posthuma, né le 8 mars 1981 à Hengelo, est un coureur cycliste néerlandais. Professionnel de 2004 à 2012, sa spécialité est le contre-le-montre.

## Biographie

### Jeunesse et carrière amateur
Durant son enfance, Joost Posthuma pratique d'abord l'athlétisme, jusqu'à un haut niveau. Lassé de ce sport, il songe à l'âge de 16 ans à passer au cyclisme, jugé trop dangereux par ses parents. Il achète toutefois un VTT, dispute ses premières courses et est appelé par le constructeur de VTT Brama, de Borne, pour intégrer une nouvelle équipe en compagnie de son oncle, également pratiquant. Il vient également à pratiquer le cyclisme sur route, d'abord pour s'entraîner avec l'Oldenzaalse WielerClub. En 2000, lors de la première course qu'il dispute avec ce club, un championnat de district, il figure dans le groupe de tête et reçoit le soir même un appel de Han Vaanholt, directeur de l'équipe Löwik Meubelen-Tegeltoko, qui souhaite le voir rejoindre sa structure. Un autre ancien vététiste et futur professionnel, Bram Tankink, en est également membre. Il participe avec elle en tant que stagiaire à la Transalsace,, course par étapes disputée dans l'est de la France et figurant au calendrier international des moins de 23 ans. Il intègre l'équipe Löwik Meubelen, mais y reste moins d'une année. Ses bons résultats en 2001, dont sa dixième place au Triptyque des Monts et Châteaux, course internationale pour coureurs de moins de 23 ans, avec une troisième place lors du contre-la-montre, lui permettent d'être repéré par la réserve de l'équipe professionnelle néerlandaise Rabobank, qui le recrute en cours d'année. Dirigée par Nico Verhoeven, cette équipe fait partie à compter de 2002 de la troisième division (GSIII). Durant cette saison, il est troisième du championnat des Pays-Bas de cyclo-cross des moins de 23 ans, et remporte une étape du Tour de Lleida. Après un an chez Rabobank, il décide d'arrêter ses études et de se consacrer entièrement au cyclisme. 
Il se révèle durant l'année 2003. Vainqueur en mars du prologue du Tour de Normandie, il remporte en mai deux courses par étapes : l'Olympia's Tour, course néerlandaise essentiellement disputée par des amateurs, et le Tour de Thuringe, compétition importante du calendrier international espoirs dont il gagne deux étapes. Il troisième du championnat national du contre-la-montre des moins de 23 ans, derrière ses coéquipiers Thomas Dekker et Niels Scheuneman, et du prologue du Tour de l'Avenir. Pendant la première moitié de l'année 2004, il remporte en France le classement général et une étape du Circuit de Lorraine, une étape du Tour de la Manche et se classe deuxième du Tour de Normandie, derrière Thomas Dekker. 

### Carrière professionnelle
Au cours de l'année 2004, comme il a été prévu dès le début de saison, il intègre l'équipe professionnelle Rabobank. Il débute avec elle en mai, au Tour d'Allemagne. En juin, il est vice-champion des Pays-Bas du contre-la-montre, battu par Thomas Dekker. Durant l'été, il participe au Tour du Poitou-Charentes, où il est troisième de l'étape contre-la-montre, et au Tour d'Espagne, son premier grand tour. Il le termine à la 92e place, en se classant dixième et onzième de deux étapes contre-la-montre. À l'issue de cette première demi-saison professionnelle, il est engagé pour deux années supplémentaire par Rabobank.
Sa première année complète chez Rabobank débute par une septième place au classement final du Tour méditerranéen. En mars, il obtient sa première victoire professionnelle en remportant à Cannes, en solitaire, la sixième étape de Paris-Nice. Il apporte à Rabobank sa première victoire dans une épreuve du nouveau calendrier UCI ProTour. En juillet, il termine 83e de son premier Tour de France. Il gagne ensuite le Grand Prix Jef Scherens et est sélectionné en équipe nationale pour les championnats du monde sur route à Madrid, en Espagne. Il se classe 37e du contre-la-montre et 60e de la course en ligne.
En 2006, en se classant 23e du Prologue du Tour de France, il devient le premier coureur Rabobank à porter le maillot blanc de meilleur jeune du Tour. En fin de saison, son contrat est prolongé jusqu'en 2008.
En 2007, il manque une partie de saison après avoir été renversé par une voiture. De retour à la compétition en juillet, il gagne le Tour de Saxe. Il dispute le Tour d'Espagne avec pour leader Denis Menchov, qui s'impose au classement général pour la deuxième fois. À la fin de l'année, son contrat est prolongé jusqu'à la fin de l'année 2009.
En 2008, il remporte les Trois Jours de La Panne et le Tour de Luxembourg. En 2009, il est vainqueur du Tour d'Andalousie et deuxième des Trois Jours de La Panne.
En 2011, Joost Posthuma rejoint la nouvelle équipe Leopard-Trek. En 2012, Leopard-Trek devient RadioShack-Nissan en fusionnant avec l'équipe américaine RadioShack. Il indique prendre sa retraite à l'issue de la saison 2012.
Durant sa carrière, Posthuma est reconnu comme un spécialiste du contre-la-montre.

## Palmarès

### Palmarès amateur
| - 2002 - 2e étape du Tour de Lleida - 2e de la Zuidkempense Pijl - 2003 - Prologue du Tour de Normandie - Tour de Thuringe : - Classement général - Prologue, 3e (contre-la-montre par équipes) et 5e étapes - Classement général de l'Olympia's Tour - 3e du Grand Prix de Lillers - 3e du championnat des Pays-Bas du contre-la-montre espoirs | - 2004 - Circuit des Mines : - Classement général - 1re (contre-la-montre par équipes) et 8e étapes - 5e étape du Tour de Normandie (contre-la-montre par équipes) - 3e étape du Tour de la Manche - 2e du Tour de Normandie |  |

### Palmarès professionnel
| - 2004 - 2e du championnat des Pays-Bas du contre-la-montre - 2005 - 6e étape de Paris-Nice - Grand Prix Jef Scherens - 2006 - 3e du championnat des Pays-Bas du contre-la-montre - 6e de l'Eneco Tour - 2007 - Tour de Saxe : - Classement général - 4e étape (contre-la-montre) - 2e des Trois Jours de La Panne | - 2008 - Trois Jours de La Panne : - Classement général - 3eb étape (contre-la-montre) - Classement général du Tour de Luxembourg - 2e du championnat des Pays-Bas du contre-la-montre - 2009 - Classement général du Tour d'Andalousie - 2e des Trois Jours de La Panne - 2010 - 7e étape du Tour d'Autriche (contre-la-montre) |  |

## Résultats sur les grands tours

### Tour de France
5 participations
- 2005 : 83e
- 2006 : 85e
- 2008 : 69e
- 2009 : 73e
- 2011 : 108e

### Tour d'Espagne
2 participations
- 2004 : 92e
- 2007 : 55e

## Classements mondiaux
| Année                  | 2005 | 2006 | 2007 | 2008 | 2009 |
| ---------------------- | ---- | ---- | ---- | ---- | ---- |
| Classement ProTour     | 171e | 92e  |      | 62e  |      |
| Calendrier mondial UCI |      |      |      |      | 248e |